# 1968-as közlekedéspolitikai koncepció
A közlekedési koncepció létrejöttét az 1963-as szállítási válság tette sürgőssé. A lényege az volt, hogy egy új, a közlekedést modernizáló beruházási politikát kell követni és nem elegendő az ötvenes évek gyakorlatát másolni. A magyar közlekedéspolitikában meggyökerezett az az újszerűnek ható gondolkodás, amely azt állította: pusztán kapacitásnövelő beruházásokkal nem lehet tartós sikert elérni, a szállítás ráfordításait is csökkenteni kell.
A közút–vasút közötti munkamegosztás elvein és módozatain a Vasúti Tudományos Kutatóintézet az 1950-es évek elejétől dolgozott. A forgalomsűrűségi vizsgálatok kimutatták, hogy a hálózat felén bonyolódik le a forgalom 10%-a. Ekkor nyolcvan olyan kisforgalmú vasútvonal működött az országban, amelynek napi áruforgalma nem haladta meg a 400 tonnát.
A közlekedéspolitikai koncepcióval az MSZMP Politikai Bizottsága 1965-ben foglalkozik először, 1968-ban másodszor. A magyar kormány 1968. szeptember 5-én tárgyalta meg a közlekedéspolitikai koncepciót. Októberben a országgyűlés is megvitatta és elfogadta, majd utólag - az olajválság következményeit figyelembe véve - 1979-ben módosította.

## Előzmények
A magyar vasút működésének modernizációjához a végső lökést az 1963-as szállítási válság adta. A MÁV működési zavarai 1962 őszétől sűrűsödtek. 1963 májusára a MÁV 2,8 millió tonnával több árut szállított, mint az előző év májusáig, és már nem volt képes tovább fokozni teljesítményét. A vállalatok és minisztériumok között éles harc kezdődött a szabad vasúti kapacitásért. Vállalati vezetők, párttitkárok stb. sorozatban telefonáltak, táviratoztak az érintett vasút-igazgatóságokra, a MÁV Vezérigazgatóságra, minisztériumokba és a pártközpontba. A termelők gyakran már akkor kezdték sürgetni a vasúti kocsik kiállítását, amikor a szállítani kívánt áru még el sem készült. Ez a helyzet megpecsételte Kossa István közlekedési és postaügyi miniszter sorsát.

## A közlekedéspolitikai koncepció célja és eszközei
A koncepció távlati célja az „arányos, nagy hatékonyságú, komplex és korszerű közlekedési rendszer” kialakítása. A főbb célkitűzések: a személy- és áruszállítás kielégítése, a gazdaságosság növelése, a minőség emelése stb. A célok elérése érdekében a koncepció a kisforgalmú vasútvonalak bezárását és az áruszállítás körzetesítését javasolta.
A következő bekezdésben az országgyűlés által elfogadott program hivatalos, nyilvánosságra hozott szövegéből a kisforgalmú vasútvonalak bezárására vonatkozó III. fejezet olvasható.

## A kisforgalmú vasútvonalak forgalmának közútra terelése és a vasúti áruszállítás körzetesítése
A közlekedési hálózat korszerűsítése, a vasút–közút közötti gazdaságos munkamegosztás kialakítása szükségessé teszi a gazdaságtalanul üzemelő kisforgalmú vasútvonalak forgalmának közútra terelését és a vasúti áruforgalom körzetesítését. Ezek az intézkedések a társadalmi–gazdasági élet széles területét érintik, végrehajtásuk során nagy körültekintéssel kell eljárni.
Jelenleg az ország 9300 km-es vasúthálózatának mintegy 20%-án a forgalom igen csekély; a személyszállításban 30%-a, az áruszállításban pedig mindössze 1,2%-a az összteljesítményeknek. Ennek a mintegy 2000 km mellékvonalnak kb. a fele keskeny nyomközű vonal és ebből 700 km gazdasági vasút. Korszerűsítésük a jól kihasznált, nagy forgalmú vonalak mellett korlátozott anyagi lehetőségek következtében háttérbe szorult, pálya- és üzemi berendezéseik elavultak. A kis teherbírású, 60 évnél idősebb vágányzaton a biztonságos forgalom csak kis sebességgel tartható fenn, a nagy raksúlyú teherkocsik nem használhatók ki, a jelenlegi korszerű mozdonyok nem közlekedhetnek.
A kis forgalom következtében e vonalak üzemeltetése gazdaságtalan, ezeken az önköltség egyes viszonylatokban a hálózati átlag tíz-hússzorosát is eléri.
A vasúthálózat állomásainak közel a felén – mintegy 500 állomáson – az áruforgalom nem éri el napi átlagban a 3 vasúti teherkocsit. A kisforgalmú állomások forgalma tovább csökken, ezért üzemköltségük egyre növekszik.
Az elhasznált, technikailag elavult vasúti vonalak és állomások felújítása 10–15 éven belül feltétlenül esedékes. A kisforgalmú vonalakon és állomásokon a berendezések korszerű felújítása nagyon költséges és – kellő kihasználhatóság hiányában – gazdaságtalan, felújítása további 30–50 évre állandósítaná a jelenlegi helyzetet. Ezért ezeket a vonalakat, illetőleg állomásokat megszüntetve, forgalmukat az igényekhez jobban alkalmazkodó közúti közlekedésre célszerű átterelni. Megszüntetésüket az is indokolja, hogy a kisforgalmú vasútvonalak által kiszolgált területeken a közúti hálózat kiépítése, illetve korszerűsítése a fejlődő mezőgazdaság és ipar, valamint a lakosság egyéni közlekedési igényei miatt egyébként is szükséges. A megszüntetett kisforgalmú vonalak felépítménye általában felbontásra kerül, a pályatest és az épületek az esetleges helyi igények kielégítésére hasznosíthatók. A gazdasági vasutak esetében célszerűnek mutatkozhat egyes vonalak vagy vonalrészek átadása a helyi gazdasági egységeknek, üzemi szállítások céljára.
A kisforgalmú állomásokon az árukezelés megszüntetését ugyancsak gazdasági okok teszik szükségessé. Forgalmukat a megfelelően kiépítendő, ún. „körzeti állomás"-okra célszerű átterelni.
A tervezett forgalomátterelés és körzetesítés a gazdaságosabb közlekedés egyik előfeltétele. Megvalósítása elősegíti a modern vasúti üzem kialakítását, a vasúti és a közúti közlekedés gazdaságosságának és termelékenységének növelését. Gyorsabbá válik a forgalom lebonyolítása, kialakulnak a háztól házig szállítás kiterjesztésének előfeltételei. A felszabaduló anyagi erők átcsoportosításával gyorsítható a vasúti fő- és mellékvonalak korszerűsítése, a közúthálózat fejlesztése.
A kisforgalmú vasútvonalak és állomások forgalmának átterelésével kapcsolatban megtakarítható mintegy 2,5 milliárd forint beruházási költség, valamint a felszabaduló pályák és járművek értéke meghaladja a forgalomátterelés folytán jelentkező útépítési, közúti járműbeszerzési és körzeti állomásberendezési költségeket.
A racionalizálási program teljes megvalósítása után a vasúti szállítás egy részének átterelése a közútra – a kisforgalmú vasútvonalak és állomások üzemének az átlagosnál nagyobb önköltsége miatt – üzemi költségekben mintegy évi 200 millió Ft megtakarítást eredményez. A megszüntetésre kerülő vasútvonalak személyszállításának elmaradása – a program befejezésével – évi mintegy 100 millió Ft-tal csökkenti az állami árkiegészítés összegét. A vasútnál elérhető megtakarítások egy része célszerűen átcsoportosítható az átterelések műszaki és gazdasági előfeltételeinek biztosítására. A program tehát a népgazdaság újabb megterhelése nélkül, önfinanszírozás útján megvalósítható.
A kisforgalmú vasútvonalak és állomások megszüntetése főként mezőgazdasági üzemeket, valamint hivatásforgalomban részt vevő (rendszeresen munkába, illetve iskolába járó) utasokat érint. Ezek részaránya országos viszonylatban nem jelentős. A forgalomátterelés folytán azonban az érintett területeken a közlekedési lehetőségek a jelenlegi helyzethez képest lényegesen megváltoznak, ezért a felmerülő társadalmi, gazdasági és politikai kérdések megoldása a végrehajtás gondos előkészítését igényli.
A vasúti forgalom egy részének közútra terelése következtében – a szállítási távolság növekedése esetén – az érintett utasok és fuvaroztatók szállítási költségei is emelkednek. Gondoskodni kell arról, hogy ezek a racionalizálás következtében a korábbinál hátrányosabb helyzetbe ne kerüljenek. Mivel a menetdíj változása az életszínvonalat érintő kérdés, fuvardíjak pedig bizonyos esetben a termelési költségek alakulását befolyásolják, elsősorban hivatásforgalomban részt vevő utasok és a rendszeresen fuvaroztatók (döntően mezőgazdasági üzemek) részére indokolt meghatározott ideig megfelelő tarifakedvezményt nyújtani. A kedvezmények adását a vasútnál jelentkező megtakarítások lehetővé teszik.

## A program következményei
1968–1982 között összesen 634 km normál- és 360 km keskenynyomtávolságú, valamint 672 km gazdasági vasútvonalat számoltak fel Magyarországon. A gazdasági számítások során igyekeztek előre a vasút gazdaságtalanságát bebizonyítani a közúttal szemben, akár valótlan költségek felszámításával is. Továbbá a számítások során szinte kizárólag az áruforgalmat vették figyelembe, a személyforgalmat nem. Több bezárt vonal a megszűnése előtt kapott jelentős felújítást, így kifejezetten jó műszaki állapotban volt, korszerű eszközparkkal (például: Alföldi Kisvasút, Szegedi Kisvasút). A vasútmegszüntetések tovább gyűrűző gazdasági és társadalmi hatásait (ingatlanárak, munkaerő mobilitás, elvándorlás stb.) nem vették figyelembe. Előfordult, hogy agilisabb helyi vezetők ideiglenesen vagy véglegesen el tudták halasztani egy-egy vonal bezárását, de ezt jóval inkább politikai érdekek döntötték el, mint gazdaságiak.
A koncepció negatív konklúzióját árnyalja, hogy ugyanebben az időszakban a közúthálózat fejlesztése mellett a megmaradt vasúti mellékvonalak új járműállományt, a fővonalak ezen felül pályarekonstrukciót, villamosítást és új biztosítóberendezéseket egyaránt kaptak. 1969-ben leálltak az 1946-ban indult belföldi repülőjáratok. 1984-ben a magyar vasútvonalakon megszűnt a menetrend szerinti gőzvontatás.

## A felszámolt vasútvonalak
| Normál nyomtávolság (összesen: 634 km)                            |                                                           |       |
| 1969                                                              | Veszprém külső - Alsóörs                                  | 11 km |
| 1970                                                              | Veresegyház - Gödöllő                                     | 11 km |
| 1970                                                              | Sellye - Drávasztára-Zaláta                               | 9 km  |
| 1970                                                              | Kétegyháza - Elek                                         | 7 km  |
| 1971                                                              | Harkányfürdő - Drávaszabolcs                              | 8 km  |
| 1971                                                              | Baja - Gara                                               | 19 km |
| 1971                                                              | Kisújszállás - Dévaványa                                  | 30 km |
| 1971                                                              | Kaba - Nádudvar                                           | 10 km |
| 1972                                                              | Veszprém külső - Meggyespuszta                            | 11 km |
| 1972                                                              | Fábiánsebestyén - Árpádhalom                              | 9 km  |
| 1972                                                              | Baja - Hercegszántó                                       | 31 km |
| 1973                                                              | Moha-Rakodó - Kincsesbánya                                | 4 km  |
| 1973                                                              | Kisvárda - Baktalórántháza                                | 27 km |
| 1974                                                              | Sármellék - Zalaszentgrót                                 | 33 km |
| 1974                                                              | Sárvár - Répcevis                                         | 41 km |
| 1974                                                              | Szombathely - Rum                                         | 22 km |
| 1974                                                              | Hetényegyháza - Kerekegyháza                              | 9 km  |
| 1974                                                              | Mór – Pusztavám                                           | 12 km |
| 1975                                                              | Zalabér-Batyk - Bajti elágazás                            | 38 km |
| 1975                                                              | Mezőtúr - Túrkeve                                         | 16 km |
| 1976                                                              | Tokod - Annavölgyi-bánya - Sárisáp                        | 8 km  |
| 1976                                                              | Pécs - Harkányfürdő                                       | 32 km |
| 1976                                                              | Nagyatád - Barcs                                          | 39 km |
| 1976                                                              | Kaposvár - Szigetvár                                      | 54 km |
| 1978                                                              | Cegléd - Hantháza                                         | 20 km |
| 1979                                                              | Celldömölk - Fertőszentmiklós                             | 56 km |
| 1979                                                              | Kaposmérő - Középrigóc                                    | 50 km |
| 1979                                                              | Dunaföldvár – Solt                                        | 13 km |
| 1980                                                              | Zalalövő - Bajánsenye                                     | 19 km |
| 1982                                                              | Nagyharsány - Beremend                                    | 10 km |
| Keskeny nyomtávolság (az ekkor megszűnt gazdasági vasutak nélkül) |                                                           |       |
| 1969                                                              | Pusztaföldvár - Mezőkovácsháza                            | 20 km |
| 1970                                                              | Szabadságrendező - Barosakna                              | 21 km |
| 1971                                                              | Békéscsaba - Békéssámson                                  | 60 km |
| 1973                                                              | Cegléd - Tiszajenő - Vezseny                              | 33 km |
| 1975                                                              | Szeged - Pusztamérges                                     | 43 km |
| 1976                                                              | Kunhalom - Halastelki iskola                              | 27 km |
| 1976                                                              | Sárospatak elág. - Zemplénagárd                           | 51 km |
| 1977                                                              | Debrecen-fatelep - Nyírbéltek                             | 49 km |
| 1979                                                              | Kecskemét Rávágy tér - Kecskemét átrakó                   | 7 km  |
| 1980                                                              | Sárospatak - Füzérkomlós, Sárospatak - Kenézlő Tisza-part | 56 km |